# Anfetamina
La anfetamina es un agente adrenérgico sintético, potente estimulante del sistema nervioso central. La dextro-anfetamina, aunque puede surgir de la separación de la mezcla racémica (D-anfetamina y L-anfetamina) en sus dos configuraciones ópticas posibles, y la extracción de aquella que corresponda isómero óptico dextrógiro lo más habitual es que el precursor de la síntesis determine si se obtendrá la muestra racémica o el isómero óptico dextrógiro.
La expresión  anfetamina  tiene al menos dos acepciones posibles: la más restringida se usa para referir la tríada formada por las sustancias: anfetamina, dextroanfetamina y metanfetamina. En tanto que la más general alude también a los estimulantes de tipo anfetamínico (ATS: acrónimo inglés de Amphetamine-Type Stimulants). Los ATS son la familia farmacológica integrada por compuestos con estructura química análoga o derivada de la molécula de anfetamina, con propiedades clínicas similares, y con grado de actividad farmacológica (potencia) comparable. Esta acepción es más frecuente, y es la que utilizaremos en este artículo (salvo indicación en contrario). Habilita para incluir también en el grupo de las sustancias anfetamínicas a estimulantes como el metilfenidato (análogo estructural) y el dexmetilfenidato; y a derivados químicos con propiedades entactógenas, como el MDMA; y anorexígenas, como el fenproporex, el dietilpropión (anfepramona), la fentermina, la benzfetamina, la fendimetrazina, siendo estas últimas las de menor potencia relativa.
La anfetamina es utilizada con fines terapéuticos, además de como droga recreativa o para mejorar el rendimiento deportivo.

## Historia
La anfetamina es un derivado químico de la efedrina, sintetizado por primera vez en 1887 por el químico rumano Lazăr Edeleanu, quien llamó al compuesto fenilisopropilamina. Las investigaciones preliminares se enfocaron en los efectos periféricos y encontraron que era una amina simpaticomimética con propiedades broncodilatadoras. Las acciones sobre el sistema nervioso central no fueron reportadas hasta 1933. En 1919, se sintetizó en Japón la metanfetamina; y en 1944, en los laboratorios de la corporación suizo-alemana Ciba-Geigy (precursora de Novartis), el metilfenidato.
El uso médico experimental de las anfetaminas comenzó en los años veinte. El fármaco fue utilizado desde entonces por los militares de varias naciones, especialmente de la fuerza aérea, para combatir la fatiga e incrementar la alerta entre las milicias. En 1927, la habilidad de la anfetamina para elevar la presión sanguínea, contraer los vasos sanguíneos y dilatar los pequeños sacos bronquiales, dio lugar a su comercialización, presentándose el inhalador Benzedrina. Poco tiempo después, apareció la dexanfetamina (Dexedrina). En 1938, se lanzó al mercado la metanfetamina (Methedrina) y, en 1954, el metilfenidato (Ritalin). Un reporte farmacéutico de 1946, listaba 39 desórdenes para los cuales la anfetamina era el tratamiento recomendado (Tyler, 1995) [cita requerida]. Las anfetaminas serían usadas para fines tan variados como tratar la narcolepsia, la obesidad, la depresión, el TDAH en niños y adultos, el tratamiento de sobredosis por sedantes, e incluso la rehabilitación del alcoholismo y hábito de otras drogas.
La anfetamina ha sido utilizada como agente para mejorar el rendimiento, tanto físico (inaugurando el dóping deportivo), como intelectual (dóping cognitivo). La dispensación indiscriminada del producto, unida al desconocimiento público respecto de sus peligros potenciales y a la ausencia de un sistema idóneo de fármacovigilancia, desencadenó fenómenos de abuso y adicción. En 1971, la anfetamina fue sometida a control internacional en el marco de la Convención Internacional de Psicotrópicos.
Actualmente, es una sustancia controlada sujeta a fiscalización, pero accesible en la mayoría de los países. La cuota agregada de producción de anfetamina en los EE. UU. aumentó vigorosamente en la década anterior, pasando de menos de media tonelada en 1990 a más de 9 toneladas en el año 2000. Para el año 2015, la DEA estima que esta cifra subirá a más de 12 toneladas.

## Perfil farmacológico

### Química
La molécula de la anfetamina está emparentada estructuralmente con el alcaloide vegetal efedrina. Fue, precisamente la efedrina, el sustrato usado inicialmente como reactivo para la obtención del nuevo compuesto. Como la efedrina, la anfetamina es también un agente con propiedades para imitar la acción de la hormona adrenalina (análogo adrenérgico) y activar el sistema nervioso simpático, es decir, se trata de una amina simpaticomimética. Sin embargo, la segunda molécula logra atravesar mucho más eficazmente la barrera hematoencefálica, lo que explica su capacidad distintiva de estimular el sistema nervioso central. Esto último habilita su clasificación como amina simpaticomimética de acción central.
El entusiasmo derivado del hallazgo de este compuesto dio lugar a su manipulación química, habiéndose sintetizado gran cantidad de variantes de la molécula. Estas iniciativas fueron acogidas de modo indiscriminado por la industria farmacéutica, que puso en circulación algunos agentes con mayor potencial tóxico, sin haberlos evaluado previamente de manera idónea. Algunos de estos agentes derivados de la anfetamina son la fenmetrazina, la metanfetamina y la parametoxianfetamina (PMA). Un ejemplo de estas políticas es el caso del Dexamyl, compuesto que se comercializó extensivamente en los años 1950 para tratar la depresión y los llamados trastornos funcionales. Se trataba de una fórmula mixta a base del estimulante dextroanfetamina y del depresor barbitúrico amibarbital. Cabe señalar que hasta los años 1960 los sistemas de regulación de producción, distribución y dispensación de medicamentos estaban en fase embrionaria, y la falta de controles habilitó la rápida proliferación de las nuevas sustancias, lo que en muchos casos suscitó desconfianza en el ciudadano común acerca de este tipo de fármacos.
La anfetamina es una fenetilamina. Se trata de una molécula quiral, cuya configuración óptica puede presentarse en forma de enantiómeros activos dextrógiros y levógiros. La anfetamina o anfetamina racémica (d, l-anfetamina) es una mezcla equimolar de ambos isómeros ópticos. La dexanfetamina (dextro-anfetamina) y la levoanfetamina surgen de la separación del compuesto en sus dos configuraciones ópticas posibles. La levoanfetamina tiene débil injerencia en los efectos clínicos de la anfetamina. La dexanfetamina (isómero óptico dextrógiro de la molécula) es responsable casi plenamente de la actividad farmacológica del compuesto.
En la actualidad, la presentación más popular consiste en un preparado a base de sales mixtas de anfetamina y dextroanfetamina conocido por la marca Adderall, pero comercializado también como genérico. El propósito de esa fórmula es aprovechar las diferencias farmacocinéticas entre los distintos componentes, de manera que se promueva un efecto clínico más estable y duradero. El Adderall está compuesto en un 75 % por anfetamina racémica, y en un 25 % por dexanfetamina, ambas bajo la forma de distintas sales (sacarato, sulfato, clorhidrato).

### Farmacocinética
En su uso en clínica, la anfetamina se administra por vía oral y tiene una buena absorción, de modo que el inicio de la acción terapéutica se manifiesta al cabo de unos 30 a 60 minutos. La semivida de eliminación es de unas 10 horas. Los efectos clínicos se prolongan por 6 a 8 horas. Estos valores hacen referencia a la administración por vía oral, que es la más indicada, ya que raramente se asocia con patrones de abuso. No se metaboliza por las enzimas monoamino oxidasa (MAO) ni catecol-O-metil transferasa (COMT) y solo una parte es metabolizada a nivel hepático. Entre un 30 % y un 50 % de la anfetamina en forma activa se elimina por vía renal, y, debido al carácter básico de la molécula, se podría aumentar esta excreción si se acidificase la orina.

### Mecanismo de acción
La anfetamina es un agonista indirecto de los receptores presinápticos para noradrenalina (NA) y dopamina (DA) a nivel del sistema nervioso central. La anfetamina se une a estos receptores y los activa, induciendo la liberación de los neurotransmisores de reserva alojados en las vesículas de las terminales nerviosas, convirtiendo los respectivos transportadores moleculares en canales abiertos. También tiene una acción agonista serotoninérgica, aunque relativamente más débil.
Como el metilfenidato, la anfetamina también impide que los transportadores de monoaminas recapturen la DA y NA del espacio sináptico inhibición de la recaptación, lo que conduce a un incremento en los niveles extracelulares de DA y NA. El nivel de potencia de la anfetamina para bloquear estas moléculas transportadoras es menor al del metilfenidato.
Estos efectos combinados rápidamente aumentan las concentraciones de los respectivos neurotransmisores en el espacio sináptico, promoviendo la transmisión del impulso nervioso en las redes neuronales dopaminérgicas y noradrenérgicas.

## Acción terapéutica
La anfetamina estimula el sistema nervioso central mejorando el estado de vigilia y aumentando los niveles de alerta y la capacidad de concentración. Favorece las funciones cognitivas básicas, como la atención y la memoria (en particular, la memoria de trabajo) y muestra sus efectos sobre las funciones ejecutivas. Produce efectos reforzadores, asociando determinadas conductas con emociones placenteras (recompensa). A nivel conductual, refuerza los sistemas implicados en la regulación de las respuestas a emociones específicas; reduce los niveles de impulsividad (autocontrol); en el caso particular de la obesidad, se la ha utilizado debido a su acción sobre los centros hipotalámicos que regulan el apetito.
Por último, es un agente activante del sistema nervioso simpático, con efectos adrenérgicos periféricos, que se traducen en un aumento en el nivel de actividad motriz, en la resistencia a la fatiga, en la actividad cardiorrespiratoria, y en particular, en los procesos de comida a metabólicos termogénicos del organismo, dando lugar a una mayor oxidación de las reservas grasas.

### Indicaciones
| Indicaciones - TDAH - Narcolepsia - Depresión refractaria - Obesidad |

La anfetamina ha sido utilizada para tratar una gran variedad de desórdenes. Un caso representativo de aquellos que han entrado en desuso es el de su aplicación como potente broncodilatador, que inicialmente la catapultó al mercado. La anfetamina mostraba gran eficacia en el tratamiento del asma y de la fiebre del heno. Sin embargo, desde entonces, se han sintetizado agentes con acción más selectiva sobre los receptores beta-2 adrenérgicos, que son los implicados en la activación respiratoria.
Estos nuevos agentes no eran necesariamente más potentes. Tampoco más seguros. Sin embargo, la capacidad de actuar específicamente sobre los síntomas-blanco de la terapéutica sin afectar otras funciones, es lo que marcaba la diferencia entre las nuevas drogas antiasmáticas, lo que derivó en el abandono de la anfetamina para tales patologías. En esos casos, como en muchos otros, no hubo por lo general objeciones respecto de la eficacia y seguridad de la anfetamina. El criterio para no incluirla en determinados protocolos clínicos se sustentó en la relativa obsolescencia de esta sustancia, frente a nuevos agentes, para tratar condiciones puntuales.
La anfetamina tiene actualmente como principales indicaciones en el tratamiento del trastorno por déficit de atención con hiperactividad en niños (desde 3 años en adelante) y en adultos; y la narcolepsia. También tiene indicación en el tratamiento de la obesidad (opción de segunda línea), y en la depresión refractaria (resistente a los tratamientos convencionales).

## Perspectiva
Como consecuencia de la demostrada eficacia clínica de la anfetamina y su creciente importancia económica como manufactura de la industria farmacéutica, es que se están desarrollando estrategias innovadoras para minimizar los efectos colaterales y riesgos asociados a las presentaciones tradicionales.
La presentación clásica de esta sustancia, conocida por la marca Benzedrina desde los años 1930, ha sido desplazada del mercado por formulaciones más modernas. Tal es el caso del mencionado Adderall. Recientemente se ha lanzado el Adderall XR, un preparado de liberación controlada. El dato relevante es que  Canadá debieron efectuarse ensayos clínicos idóneos (controlados, aleatorizados, doble ciego) que demostraran un perfil plausible de seguridad y eficacia. Estos ensayos nunca se habían llevado a cabo para esta sustancia, debido a que su uso comenzó en épocas en que aún no se habían establecido los mecanismos de regulación para la aprobación de medicamentos. Una vez aprobados estos estudios por las agencias de salud de EE. UU. y Canadá, se avanzó aún más en las investigaciones, habiéndose finalizado con éxito en los años 2004 y 2005 los primeros estudios idóneos a largo plazo. El Adderall XR es por esta causa el único estimulante con aprobación de la FDA para uso en niños desde los 3 años. También es el único con indicación validada para tratar el TDAH en el grupo etario de adultos.
Un diseño molecular ambicioso fue el compuesto NRP104 o lisdexanfetamina (Vyvanse 30 mg), actualmente usado como tratamiento del TDAH. Se trata de una sustancia desarrollada por Shire Pharmaceuticals. En concreto, el NRP104 es en sí mismo una sustancia carente de efectos clínicos relevantes. Sin embargo, es una prodroga que, una vez ingerida, pasa a ser metabolizada por el organismo; el dato relevante es que en el hígado humano, esa sustancia reacciona químicamente, dando lugar a una síntesis endógena de anfetamina. La anfetamina, que surge como metabolito activo de NRP104, es la que operará los efectos terapéuticos buscados. Una de las principales ventajas de este sistema consiste en que una única administración de la droga madre, garantizaría una liberación de anfetamina continua y estable a lo largo del día, reduciendo el potencial de abuso. El laboratorio apunta a que, algún día, esta droga, a diferencia de la anfetamina, no sea una sustancia controlada o bien tenga un estatus legal que la vuelva fácilmente accesible para ser ampliamente distribuida en el mercado.

## Usos y abusos
Como droga recreativa, la anfetamina, más conocida popularmente como speed (popular mezcla de cafeína y anfetamina en proporciones muy variables, de 2:1 hasta 20:1 cafeína: anfetamina) o anfeta, es utilizada para pasar largas noches sin dormir, apareciendo en forma de polvo, fácilmente obtenible (aunque casi siempre adulterada con mucha cafeína), que es inhalado. Los efectos van desde euforia, aumento de los niveles de energía, aumento de la frecuencia cardíaca, aumento de la presión arterial, aumento de la glucosa en sangre, disminución del apetito y/o pérdida de peso. También produce impotencia sexual temporal, que puede llegar a ser crónica e irreversible en los adictos. Los efectos también permiten que se puedan consumir grandes cantidades de alcohol u otras sustancias sin que éstos  afecten tanto como la anfetamina, ésta prevalece excepto con tranquilizantes muy potentes que a menudo se usan para evitar la bajada vertiginosa y poder descansar al terminar la ingesta de la anfetamina, con los peligros que conlleva mezclar diferentes sustancias sin la ayuda de un profesional de la medicina. La anfetamina, sobre todo esnifada o inyectada, tiene una subida muy rápida, los efectos son duraderos y la bajada que depende de la calidad, cantidad y de la tolerancia a la droga suele ser muy larga, el malestar sobre todo psicológico puede durar incluso un día entero después de haber tomado la última dosis y haber dormido. Los consumidores pueden pasar varios días consecutivos sin dormir, con el consecuente cansancio psíquico que lleva a veces a crisis de pánico y/o síntomas psicóticos, como paranoia, delirios y alucinaciones. La anfetamina produce un síndrome denominado psicosis anfetamínica, parecido a la psicosis cocaínica o a la esquizofrenia paranoide.
Una revisión sistemática de dos estudios, ambos realizados en Estados Unidos, de los cuales solo uno proporcionó resultados relacionados con el consumo de drogas entre los jóvenes de 11 a 21 años, demostró que la intervención mediante terapia familiar logró una reducción a corto plazo (cuatro meses) del consumo, efecto que desaparece en el largo plazo. Debido a la escasez de evidencia acerca de la efectividad de estas terapias, resulta imposible extraer conclusiones rigurosas y, por lo tanto, estas terapias deben ser empleadas con cautela cuando se dirigen al consumo juvenil de drogas.